# Джігме Кхесар Намг'ял Вангчук
Джігме Кхесар Намг'ял Вангчук (дзонг-ке:, вайлі:jik mé khé sar nam gyel wang chuk; нар. 21 лютого 1980) — п'ятий король Бутану. Обійняв трон в 2006 році після зречення його батька, четвертого короля Джігме Сінг'є Вангчука на його користь.

## Біографія
Намг'ял — старший син короля Джігме Сінг'є Вангчука, його матір'ю є третя дружина короля Аші Церінг Янгдон. У нього є молодший брат, молодша сестра, чотири зведених сестри і зведених брата від інших дружин короля.
Хоча його батько раніше оголосив, що збирається передати йому трон в 2008 році, 14 грудня 2006 року він зрікся трону достроково.
Як наслідний принц, він їздив за кордон, офіційно представляючи Бутан кілька разів і брав активну участь у діяльності численних культурних, освітніх та економічних організацій. Він також є активним гравцем баскетболу і представляв Бутан на багатьох міжнародних змаганнях.

## Освіта
Закінчивши основне навчання в Бутані, навчався в елітній приватній чоловічій школі в Андовері у Великій Британії (Академія Філіпса) та приватній школі в США (Академія Кушинга). У 2005 р. пройшов курс у Національному військовому коледжі в Делі (Індія), присвячений питанням національної безпеки, а у 2008 р. отримав диплом за спеціальністю «Політологія» Оксфордського університету (Велика Британія)

## Сходження на трон
14 грудня 2006 року батько зрікся престолу на його користь. Офіційна коронація відбулася 6 листопада 2008 року.

## Приватне життя
13 жовтня 2011 року 31-річний король Джігме Кхесар Намг'ял Вангчук одружився з 21-річною Джецун Пема. Королівське весілля пройшло згідно зі складним буддійським церемоніалом.